# Хиполит
Хиполит (грч. Ιππόλυτος, лат. Hippolytus) је у грчкој митологији био син Тезеја и краљице Амазонки, Антиопе или Хиполите, према којој је добио име. 

## Митологија
Од своје мајке је наследио љубав према телесним вежбама и лову, мада није јео месо убијених животиња. Поштовао је богињу Артемиду, клонио се жена и чувао своју невиност. То се није допало Афродити, која је била богиња чулне љубави, па је навела Хиполитову маћеху Федру да се страсно заљуби у њега. То се десило када се Хиполит вратио од свог деде Питеја у Атину како би се посветио у мистерије. Федра се мучила да се одупре, али пошто јој то није пошло за руком, одлучила је да себе умори глађу. То је приметила дадиља и у интимном разговору са господарицом, сазнала страшну тајну коју је пренела Хиполиту. Он је са гнушањем одбио љубав своје маћехе и одлучио да напусти двор. То је допринело да се Федра обеси, али је одлучила и да се освети свом пасторку, оставивши писмо у коме га је теретила да је он заправо завео њу. То писмо је прочитао њен муж када ју је затекао мртву и веома побеснео. Пошто ни разговор са сином није допринео да му поверује, протерао га је и замолио Посејдона да га казни смрћу. Хиполит је упрегао коње и у лудом трку кренуо ка Аргу и Епидауру, али га је крај Саронског залива сустигао морски талас из кога је изронила неман чија је рика препала Хиполитове коње. Хиполит је изгубио контролу и кола су ударила у стену и разбила се, а њега су коњи вукли уплетеног у узде све док није задобио смртоносне ране. У међувремену је Артемида саопштила Тезеју истину, али је већ било касно. Када је стигао, Хиполит је већ био на самрти и могао је још само да упути речи опроштаја свом оцу. Артемида је обећала Хиполиту да ће бити поштован и да ће му девојке пред удају жртвовати увојке своје косе. Према каснијем предању, Артемида је замолила Асклепија да оживи Хиполита и тада га је пренела у своје светилиште у Арицији (Италија). У Трезену се веровало да Хиполит није умро, већ да је пренесен у сазвежђе Кочијаша. Име овог јунака је и Вирбије. О њему су писали Аполодор, Цицерон, Диодор, Еурипид, Хигин, Овидије, Паусанија, Плутарх и Вергилије у „Енејиди“.

## Друге личности
- Један од гиганата кога је убио Хермес носећи Хадов шлем.[4]
- Ропалов син, који је од свог оца наследио престо Сикиона, али је у току његове владавине Сикион напала Микена и он је пристао да буде Агамемнонов вазал и под тим условима је владао и његов син Лакестад.[5]
- Према Аполодору, био је један од Египтових синова, ожењен Данаидом Родом. Име његове мајке није познато. Зна се само да је била из Арабије.[6]
- Поменут је као један од Егијалејиних љубавника.[7]
- Према Аполодору, био је отац Дејфоба, човека који је очистио Херакла од Ифитовог убиства.[8]